# Chủ tịch Quốc hội Colombia
Chủ tịch Quốc hội Colombia (tiếng Tây Ban Nha: Presidente del Congreso de la República de Colombia) là người đứng đầu quốc hội của Cộng hòa Colombia. Chủ tịch Quốc hội được đảm nhận bởi người được bầu là Chủ tịch Thượng viện Colombia bởi thành viên của Thượng viện trong một cuộc bầu cử được tổ chức hàng năm vào ngày 20 tháng 7. Chủ tịch Thượng viện có nhiệm kỳ một năm mà không có cơ hội tái tranh cử, trong đó ông cũng đảm nhận chức chủ tịch Quốc hội. Hiện tại Chủ tịch Quốc hội là Ernesto Macías nhậm chức từ ngày 20 tháng 7 năm 2018.

## Vai trò
Chủ tịch Quốc hội chủ trì các cuộc tranh luận chung và cũng giao nhiệm vụ cho các thành viên khác của Quốc hội cùng Đảng. Ngoài các nhiệm vụ liên quan đến việc lãnh đạo Quốc hội và đa số Đảng phái hoặc liên minh chính trị, Tổng thống còn thực hiện các chức năng hành chính và thủ tục, và vẫn là Đại diện của đại diện quốc hội của mình.
Trong số các chức năng khác của ông/ngài là lãnh đạo Ban Giám đốc hành chính của Quốc hội với sự giúp đỡ của hai Phó Chủ tịch Quốc hội, một Tổng thư ký và các nhân viên khác để tổ chức hoạt động nội bộ của thượng viện.